# Semana Santa en Yumbo
La Semana Santa en Yumbo es la segunda manifestación religiosa más importante del municipio después de las fiesta patronales en honor al santo patrono del municipio, se celebra cada año desde 1700 hasta la fecha.

## Orígenes
La Semana Santa de Yumbo remonta sus orígenes desde hace ya más de 300 años cuando el municipio, era una parroquia se celebró la primera procesión la cual fue la del domingo de resurrección, la procesión más importante de esta festividad.    

## Desarrollo

### Viernes de Dolores
El Viernes de Dolores es la procesión con la cual se le da inicio a la semana religiosa en el municipio de Yumbo, se celebra el último viernes de cuaresma, este día salen tres pasos que son La Dolorosa, Sagrado Corazón y San Juan.

### Sábado de Bendición
El sábado de bendición es la segunda actividad de la semana mayor en Yumbo, se celebra el último sábado de cuaresma, en este día no hay procesión pero si hay una misa solemne en la cual se bendicen a los más de 600 cargueros que saldrán con los diferentes pasos durante toda la semana.  

### Domingo de Ramos
El domingo de ramos como ya es habitual en la iglesia católica los habitantes del municipio salen con mucho fervor con palmas, banderas blancas, pañuelos, entre otros, a la procesión que inicia por lo regular desde las entradas o laderas del municipio. de la procesión participan aproximadamente trece cofradías, y aproximadamente 200 cargueros. Cabe recalcar que el negocio con palma de cera está prohibido en el municipio por este día.

### Lunes Santo
La procesión conocida como "Jesús, el buen pastor" es la procesión que corresponde al Lunes Santo, este día salen por las calles 22 pasos y aproximadamente 300 cargueros.

### Martes Santo
La procesión conocida como "Jesús, unción de los enfermos" corresponde al martes santo, es tal vez la procesión con la que la gente sale con más fervor y devoción a pedirle a Jesucristo que los sane de toda enfermedad. Este día salen por las calles 22 pasos y aproximadamente 300 cargueros. 

### Miércoles Santo
La procesión conocida como "Jesús, amigo de los niños" se conmemora la Semana Santa infantil. En este día los niños del municipio salen por las calles y los niños cargueros con sus respectivos pasos en procesión, salen 15 pasos y aproximadamente 150 cargueritos.

### Jueves Santo
Se realiza la procesión del prendimiento, el lavatorio de los pies, la exposición del santísimo sacramento entre otras. 

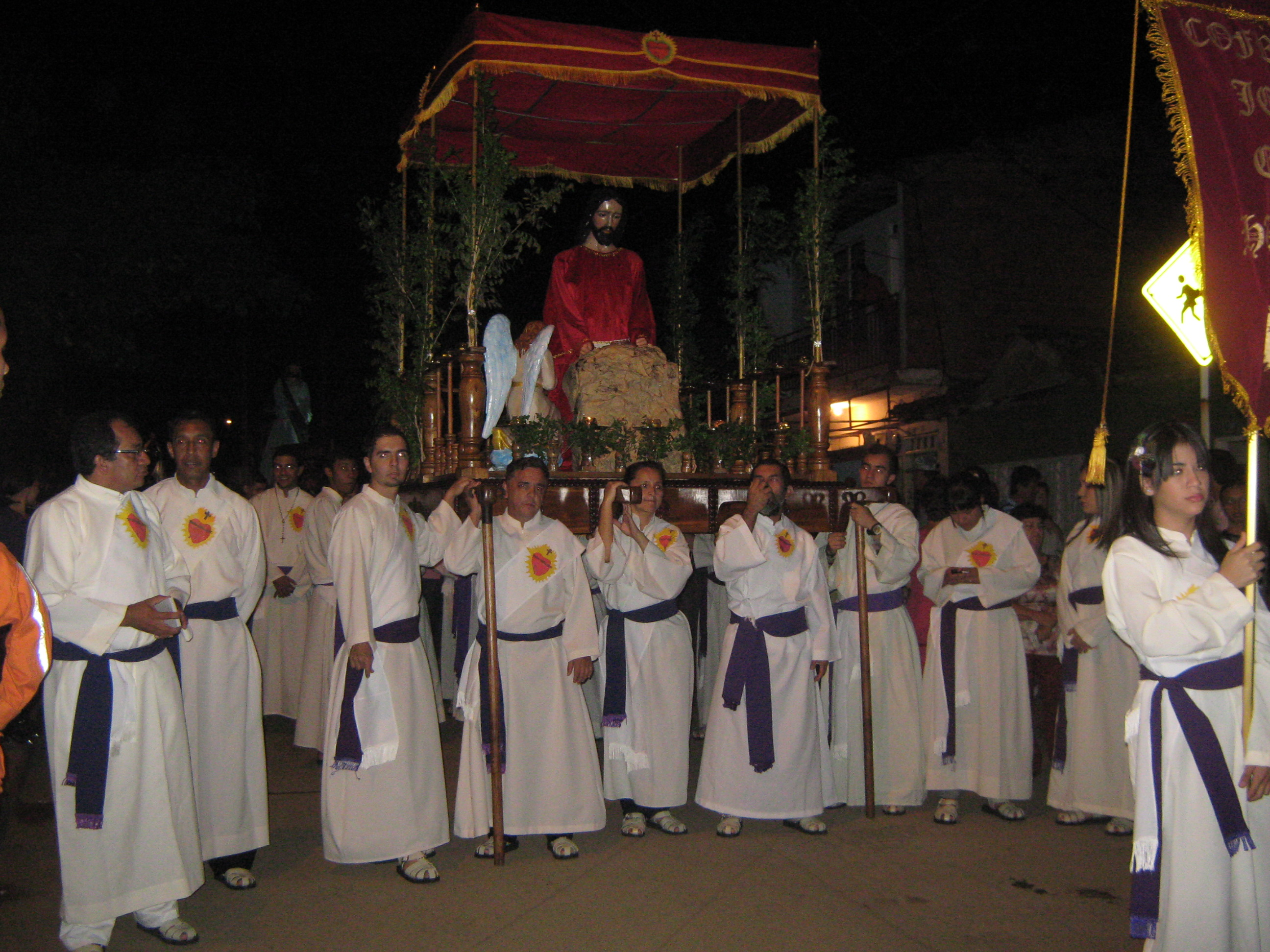
Jesús en el huerto

### Viernes Santo
En la mañana se realiza el viacrucis una procesión de luto, de silencio; ninguna imagen es adornada ni con flores, ni vestidos de colores vivos, el viacrucis inicia a las ocho de la mañana y culmina a las doce del mediodía. A las tres de la tarde se realiza la exaltación a la santa cruz, ya en la noche se realiza el solemne acto del descendimiento y la procesión del santo sepulcro, un camino donde predomina la oración, el silencio, los colores blanco, negro y morado; este acto inicia a las seis de la tarde con el descendimiento y posteriormente la procesión con el santo sepulcro, esta actividad culmina a las doce y media de la noche.

### Sábado Santo
El sábado santo se celebra la vigilia pascual, y lo que es una tradición en Yumbo, "LOS CAFÉ, CON PAN" son un grupo de cargueros que salen con San Juan, María Magdalena y Simón Pedro, toda la noche del sábado y la madrugada del domingo anunciando que Jesús a resucitado, ellos salen con un tambor y a la casa que arrimen piden "café con pan".

### Domingo de Resurrección
Esta es la procesión más importante de la Semana Santa en este municipio más conocida como la procesión de los "santos bailarines" debido a que los cargueros realizan bailes con las imágenes, porque Jesús a resucitado. Este día sale una virgen que solo la posee Yumbo que es nuestra señora de la alegría, es una advocación de maría que solo esta en Yumbo y no se encuentra en ningún otro lado.